# باشگاه فوتبال آلومینیوم هرمزگان
باشگاه فوتبال آلومینیوم هرمزگان یک باشگاه فوتبال ایرانی در شهر بندرعباس است که در سال ۱۳۸۵ تأسیس شده‌است.
باشگاه آلومینیوم هرمزگان در فصل ۹۱–۱۳۹۰ با قهرمانی در گروه ب لیگ آزادگان برای نخستین بار به لیگ برتر فوتبال ایران صعود کرد. اما پس از آن در سراشیبی قرار گرفت و به لیگ دسته یک و بعدتر به لیگ دسته دوم سقوط کرد.
این باشگاه در فصل ۹۶–۱۳۹۵ در لیگ دسته‌دوم حضور داشت که به علت مشکلات شدید مالی و عدم ثبات مدیریتی نتوانست موفق شود و به لیگ دسته سوم سقوط کرد.
پس از تغییرات مدیریتی و خصوصی‌سازی شرکت آلومینیوم المهدی هرمزال، مالک این شرکت از تیم‌داری انصراف داد و ادامه فعالیت این باشگاه در هاله‌ای از ابهام است
تیم فوتبال باشگاه آلومینیوم دسته کشور که کتباً از طرف باشگاه آلومینیوم به هیت فوتبال استان هرمزگان واگذارشد مجدد از طرف هیت فوتبال استان و تربیت بدنی استان هرمزگان برای حفظ سهمیه این لیگ (دسته سوم) به باشگاه سفیر هرمزگان واگذار شد.
بعد از انصراف کتبی کارخانه آلومینیوم و واگذاری امتیاز تیم فوتبال و باشگاه به تربیت بدنی استان هرمزگان امتیاز تیم دسته سوم کشوری به باشگاه سفیر هرمزگان متعلق به پایانه بندری سفیرگستر واگذار شد

## مربیان از ابتدا تاکنون
- عباس سرخاب
- جواد زرینچه (اکتبر ۲۰۰۹)
- وینگو بگوویچ (اکتبر ۲۰۰۹[۶]-ژوئن ۲۰۱۱)
- اکبر میثاقیان (ژوئن ۲۰۱۱[۷]-)
- پرویز مظلومی (فوریه ۲۰۱۳ – سپتامبر ۲۰۱۳)
- عباس سرخاب (سپتامبر ۲۰۱۳ – نوامبر ۲۰۱۳)
- هانس یورگن گده (نوامبر ۲۰۱۳ – ژانویه ۲۰۱۴)
- مجید نامجو مطلق (ژانویه ۲۰۱۴ – اوت ۲۰۱۵)
- داوود حقدوست (اوت ۲۰۱۵ – اکتبر ۲۰۱۵)
- عباس سرخاب (اکتبر ۲۰۱۵ –۲۰‍۱۷)